# مايكل هيلم
مايكل هيلم هو كاتب كندي، ولد في 1961 في Eston, Saskatchewan ‏ في كندا.